# Летня
Летня (укр. Летня) — село в Меденичской поселковой общине Дрогобычского района Львовской области Украины.
Население по переписи 2001 года составляло 2697 человек. Занимает площадь 3,148 км². Почтовый индекс — 82162. Телефонный код — 3244.